# Сафронов, Олег Валентинович
Олег Валентинович Сафронов (1955—2011) — живописец. В 1986 году окончил Московский текстильный институт. Член Международного союза художников (IFA, UNESCO), АРХ, МХФ. Участник выставок в России, Германии, Испании, Нидерландах, Дании, Австралии и США.
Олег Сафронов — многократный участник благотворительных акций, проводимых аукционным домом Sotheby’s, Российским фондом культуры, посольствами иностранных государств в Российской Федерации. Более 200 работ Сафронова находятся в частных и корпоративных коллекциях в Великобритании, Испании, США, Дании, Германии, Франции, России, Канаде, Исландии, Австрии, а также в частных коллекциях, в том числе — Майкла Йорка, Пьера Ришара, Владимира Васильева, Вибике фон Сперлинг. В России представлен в Третьяковской галерее и в галерее АСТИ, Москва.
Члена-корреспондента Международной Академии культуры и искусства, московского художника Олега Сафронова называют[кто?] диверсификационистом (от латинского diversificacio — изменение, многообразие). Открывая новые живописные техники, в своем творчестве он не только охватывает все жанры, но и подчиняет себе, кажется, все — измы: реализм, фантастический реализм, импрессионизм, декоративизм, абстракционизм, сюрреализм, порой в одной работе соединяя разные жанры и стилистические приемы.
Искусство Сафронова можно определить как l`art d`echo, как отголосок, эхо многих течений в мировом искусстве, и это эхо доносит до зрителя отзвуки искреннего восхищения художника своими великими предшественниками — Мариано Фортуни, Дали, Климтом. Творчество Олега Сафронова обладает удивительным магнетизмом, жанровым многообразием, полифонией чувств и мыслей. Он из тех мастеров, чья живопись вызывает в сознании зрителя искреннее сопереживание своей музыкальностью, образной драматургией и философской глубиной.<…>
Олег Сафронов писал рельеф на нескольких цветовых подложках, как бы просвечивающих друг сквозь друга. Сам рельеф — в наибольшей степени это относится к точечному рельефу — порой также многоцветен. Художник пользуется системой разложения цвета — многоточечный цветовой фон преобразуется в единое целое перцептивной системой зрителя, тональные переходы приобретают необычайную легкость, плавность и подвижность. По тонкости и скрупулёзности исполнения такие рельефные работы достигают эффекта живописного полотна (Натэлла Войскунская, tg-m.ru).

## Выставки
- Дом-музей Марины Цветаевой, Москва,Борисоглебский пер., д. 6, стр. 1 выставка IN MEMORIAM памяти художника Олега Сафронова 16-31 мая 2014.
- Галерея «МастАРТ», Вознесенский пер., 9 стр. 2, Москва 14 сентября — 20 ноября 2016.

Работы художника представлены в Русском доме Испании : https://www.picassomio.com/oleg-safronov/exhibition.html?page=2